# Gerardina Trovato
Gerardina Trovato (Catania, 27 mei 1967) is een Italiaans singer-songwriter.

## Leven
De vader van Gerardina Trovato was arts in Catania. Hij speelde gitaar en hield zich bezig met Siciliaanse volksmuziek. Haar moeder was pianolerares. Als gevolg hiervan kreeg ze op jonge leeftijd gitaar- en pianoles. Nadat ze het hoger onderwijs voltooide, waar ze het beroep van accountant leerde, ging ze op haar 19de naar Rome waar ze zich wijdde aan de muziek. Eerst werkte ze als koorzangeres. Door haar kennismaking met de regisseur en scriptschrijver Pietro Vivarelli, die vijf jaar lang in de jury van het Festival van San Remo zat, ontmoette ze in 1992 de muziekproducent Caterina Caselli, van het label Sugar, die tevens in de jury van het Festival van San Remo zat. Haar eerste grote succes had ze in 1993 met het nummer Non ho più la mia città. Dit werd in 1994 gevolgd door Vivere, ook als duet met Andrea Bocelli.

## Ontvangen prijzen
- 1993: tweede plaats op het Festival van San Remo met het nummer Non ho piu la mia città
- 1994: vierde plaats op het Festival van San Remo met het nummer Non è un film
- 2000: zesde plaats op het Festival van San Remo met het nummer Gechi e Vampiri

## Discografie

### Albums
| Album met eventuele hitnotering(en) in de Nederlandse Album Top 100 | Datum van verschijnen | Datum van binnenkomst | Hoogste positie | Aantal weken | Opmerkingen |
| ------------------------------------------------------------------- | --------------------- | --------------------- | --------------- | ------------ | ----------- |
| Gerardina Trovato                                                   | 1993                  | -                     |                 |              |             |
| Non è un film                                                       | 1994                  | -                     |                 |              |             |
| Ho Trovato Gerardina                                                | 1996                  | 10-08-1996            | 36              | 10           |             |
| Il sole dentro                                                      | 1997                  | -                     |                 |              |             |
| Gechi vampiri e altre storie                                        | 2000                  | -                     |                 |              |             |
| La collezione completa                                              | 2005                  | -                     |                 |              |             |
| I sogni                                                             | 2008                  | -                     |                 |              | ep          |

### Singles
| Single met eventuele hitnotering(en) in de Nederlandse Top 40 | Datum van verschijnen | Datum van binnenkomst | Hoogste positie | Aantal weken | Opmerkingen        |
| ------------------------------------------------------------- | --------------------- | --------------------- | --------------- | ------------ | ------------------ |
| Lasciami libere le mani                                       | 1993                  | -                     |                 |              |                    |
| Ma non ho più la mia città                                    | 1993                  | -                     |                 |              |                    |
| Sognare, sognare / Just dreams                                | 1993                  | -                     |                 |              |                    |
| Angeli a metà                                                 | 1994                  | -                     |                 |              |                    |
| Non è un film                                                 | 1994                  | -                     |                 |              |                    |
| Vivere                                                        | 1994                  | 29-10-1994            | tip18           | -            | met Andrea Bocelli |
| Piccoli già grandi                                            | 1996                  | -                     |                 |              |                    |
| Amori amori                                                   | 1996                  | -                     |                 |              |                    |
| Una storia già finita                                         | 1996                  | -                     |                 |              |                    |
| Il Sole dentro                                                | 1998                  | -                     |                 |              |                    |
| Gechi e vampiri                                               | 2000                  | -                     |                 |              |                    |
| Mammone                                                       | 2000                  | -                     |                 |              |                    |
| M'ama, non m'ama                                              | 2003                  | -                     |                 |              | met VerbaVolant    |
| Un'altra estate                                               | 2006                  | -                     |                 |              |                    |
| I sogni                                                       | 2008                  | -                     |                 |              |                    |
| I nuovi mille                                                 | 2011                  | -                     |                 |              |                    |

### NPO Radio 2 Top 2000
| Nummer met noteringen in de NPO Radio 2 Top 2000 | '02  | '03  | '04  | '05  | '06  | '07  | '08  | '09 | '10  | '11 | '12  | '13  |
| ------------------------------------------------ | ---- | ---- | ---- | ---- | ---- | ---- | ---- | --- | ---- | --- | ---- | ---- |
| Vivere (met Andrea Bocelli)                      | 1359 | 1400 | 1355 | 1589 | 1910 | 1406 | 1584 | -   | 1896 | -   | 1765 | 1976 |

1. ↑  Een '-' betekent dat het nummer niet was genoteerd en een vetgedrukt getal geeft de hoogste notering aan.
2. ↑  2002 was het eerste jaar met een notering voor dit nummer.
3. ↑  Deze tabel is bijgewerkt tot en met de laatste editie (2024).

## Weblinks
- (it) korte biografie op de website van Rai Uno

- Gemeinsame Normdatei: 136118496
- International Standard Name Identifier: 0000 0000 5818 3509
- MusicBrainz: e6e56c37-7add-4a43-a426-bc3e2cbd455e
- Istituto Centrale per il Catalogo Unico: CFIV162293
- Virtual International Authority File: 80517322